# В
В, в (en cursiva В, в) és la tercera lletra de l'alfabet ciríl·lic, tercera lletra també dels alfabets rus, belarús, búlgar i ucraïnès. Juntament amb la Б de l'alfabet ciríl·lic, aquesta lletra deriva de la lletra beta de l'alfabet grec. Tot i que s'assembla molt a la B de l'alfabet llatí, la B ciríl·lica representa el so /v/ (com en francès: voiture; o en dialectes del català: Valls). En rus també pot representar el fonema /f/ a final d'una síl·laba, per exemple en el cognom Gorvatxov (pronunciat: Garvatxóf)

## Taula de codis
| Codificació de caràcters | Tipus     | Decimal | Hexadecimal | Octal  | Binari              |
| ------------------------ | --------- | ------- | ----------- | ------ | ------------------- |
| Unicode                  | Mayúscula | 1042    | 0412        | 002022 | 0000 0100 0001 0010 |
| Unicode                  | Minúscula | 1074    | 0432        | 002062 | 0000 0100 0011 0010 |
| ISO 8859-5               | Majúscula | 178     | B2          | 262    | 1011 0010           |
| ISO 8859-5               | Minúscula | 210     | D2          | 322    | 1101 0010           |
| KOI 8                    | Majúscula | 247     | F7          | 367    | 1111 0111           |
| KOI 8                    | Minúscula | 215     | D7          | 327    | 1101 0111           |
| Windows 1251             | Majúscula | 194     | C2          | 302    | 1100 0010           |
| Windows 1251             | Minúscula | 226     | E2          | 342    | 1110 0010           |